# Halowe Mistrzostwa Świata w Lekkoatletyce 2010 – bieg na 800 m mężczyzn
Bieg na 800 m mężczyzn – jedna z konkurencji rozgrywanych podczas 13. Halowych Mistrzostw Świata w hali Aspire Dome w Dosze.
Wymagane minimum A do udziału w mistrzostwach świata wynosiło 1:48.50 (uzyskane w hali), bądź 1:45,50 (na stadionie). Eliminacje odbyły się 12 marca, półfinał 13 marca, a finał ostatniego dnia mistrzostw – 14 marca. W konkurencji tej startował jeden reprezentant Polski – Adam Kszczot.

## Terminarz
| Data          | Godzina | Runda      |
| ------------- | ------- | ---------- |
| 12 marca 2010 | 11:00   | Eliminacje |
| 13 marca 2010 | 11:00   | Półfinał   |
| 14 marca 2010 | 17:30   | Finał      |

## Rezultaty
| Poz. - pozycja \| CR - rekord mistrzostw \| NR - rekord kraju                                      |
| PB - rekord życiowy \| SB - najlepszy wynik w sezonie \| X - próba spalona \| – - pominięcie próby |

### Eliminacje
W rundzie eliminacyjnej zawodników podzielono na pięć grup. Do półfinałów awansowało bezpośrednio 2 pierwszych zawodników z każdego biegu (Q) oraz dodatkowo 2, którzy we wszystkich biegach uzyskali najlepsze czasy wśród przegranych (q).
| Pozycja | Bieg | Zawodnik             | Reprezentacja                 | Czas    | Uwagi |
| ------- | ---- | -------------------- | ----------------------------- | ------- | ----- |
| 1       | 1    | Ismail Ahmed Ismail  | Sudan                         | 1:46.69 | Q     |
| 2       | 1    | Andrew Osagie        | Wielka Brytania               | 1:47.40 | Q, PB |
| 3       | 2    | Abubaker Kaki        | Sudan                         | 1:47.48 | Q     |
| 4       | 2    | David Bustos         | Hiszpania                     | 1:47.65 | Q     |
| 5       | 2    | Fabiano Peçanha      | Brazylia                      | 1:48.29 | q, PB |
| 6       | 4    | Boaz Kiplagat Lalang | Kenia                         | 1:49.16 | Q     |
| 7       | 4    | Luis Alberto Marco   | Hiszpania                     | 1:49.57 | Q     |
| 8       | 4    | Duane Solomon        | Stany Zjednoczone             | 1:49.69 | q     |
| 9       | 1    | Kléberson Davide     | Brazylia                      | 1:49.69 | PB    |
| 10      | 5    | Adam Kszczot         | Polska                        | 1:50.15 | Q     |
| 11      | 2    | Ed Aston             | Wielka Brytania               | 1:50.32 |       |
| 12      | 5    | Andreas Rapatz       | Austria                       | 1:50.35 | Q     |
| 13      | 5    | Moise Joseph         | Haiti                         | 1:50.43 |       |
| 14      | 3    | Kevin Hautcoeur      | Francja                       | 1:50.61 | Q     |
| 15      | 3    | Jakub Holuša         | Czechy                        | 1:50.64 | Q     |
| 16      | 3    | Mario Scapini        | Włochy                        | 1:50.74 |       |
| 17      | 5    | Vitalij Kozlov       | Litwa                         | 1:50.92 |       |
| 18      | 5    | Belal Mansoor Ali    | Bahrajn                       | 1:51.22 | SB    |
| 19      | 3    | David McCarthy       | Irlandia                      | 1:51.88 | SB    |
| 20      | 3    | Mattias Claesson     | Szwecja                       | 1:51.96 |       |
| 21      | 4    | Mohammad Al-Azemi    | Kuwejt                        | 1:52.54 |       |
| 22      | 1    | Brice Etès           | Monako                        | 1:53.52 |       |
| 23      | 5    | Moussa Camara        | Mali                          | 1:55.84 | PB    |
| 24      | 4    | Elie Monga           | Demokratyczna Republika Konga | 1:57.02 | PB    |
| 25      | 2    | Edgar Cortez         | Nikaragua                     | 1:58.47 | PB    |
| 26      | 4    | Iulio Lafai          | Samoa                         | 2:07.08 | PB    |
| –       | 1    | Nick Symmonds        | Stany Zjednoczone             | DQ      |       |

### Półfinał
Do finału awansowało tylko 3 pierwszych zawodników z każdego biegu (Q).
| Pozycja | Bieg | Zawodnik             | Reprezentacja     | Czas    | Uwagi |
| ------- | ---- | -------------------- | ----------------- | ------- | ----- |
| 1       | 1    | Abubaker Kaki        | Sudan             | 1:46.45 | Q     |
| 2       | 1    | Boaz Kiplagat Lalang | Kenia             | 1:46.73 | Q, PB |
| 3       | 1    | Adam Kszczot         | Polska            | 1:46.90 | Q     |
| 4       | 1    | David Bustos         | Hiszpania         | 1:47.05 | PB    |
| 5       | 1    | Kevin Hautcoeur      | Francja           | 1:47.50 | PB    |
| 6       | 1    | Fabiano Peçanha      | Brazylia          | 1:49.70 |       |
| 7       | 2    | Luis Alberto Marco   | Hiszpania         | 1:51.05 | Q     |
| 8       | 2    | Jakub Holuša         | Czechy            | 1:51.08 | Q     |
| 9       | 2    | Ismail Ahmed Ismail  | Sudan             | 1:51.25 | Q     |
| 10      | 2    | Andrew Osagie        | Wielka Brytania   | 1:51.29 |       |
| 11      | 2    | Duane Salomon        | Stany Zjednoczone | 1:51.82 |       |
| 12      | 2    | Andreas Rapatz       | Austria           | 1:52.43 |       |

### Finał
| Pozycja | Zawodniczka          | Reprezentacja | Czas    | Uwagi |
| ------- | -------------------- | ------------- | ------- | ----- |
|         | Abubaker Kaki        | Sudan         | 1:46.23 | SB    |
|         | Boaz Kiplagat Lalang | Kenia         | 1:46.39 |       |
|         | Adam Kszczot         | Polska        | 1:46.69 |       |
| 4       | Ismail Ahmed Ismail  | Sudan         | 1:46.90 |       |
| 5       | Jakub Holuša         | Czechy        | 1:47.28 |       |
| 6       | Luis Alberto Marco   | Hiszpania     | 1:48.99 |       |